# Remus Lupin
Remus Lupin (10. března 1960 – 2. května 1998), přezdívaný kamarády Náměsíčník, je literární postava z románů britské spisovatelky J. K. Rowlingové o Harrym Potterovi.
Během studia na bradavické škole v letech 1971–78 patřil do nebelvírské koleje a byl členem skupiny Pobertové. Po dokončení školy se přidal do Fénixova řádu a bojoval v První Kouzelnické Válce. Poprvé se objevil ve třetí knize jako učitel obrany proti černé magii. Od útlého dětství je vlkodlakem (pokousán Fenrirem Šedohřbetem), tuto vlastnost ale nesnáší kvůli bolestem při přeměnách, odsuzování společností a dalším potížím. Je jediným vlkodlakem, který byl vyznamenán Merlinovým řádem prvního stupně. Jeho hůlka je vyrobena z cypřiše, obsahuje žíně z jednorožce a měří 10 a čtvrt palce.
Jeho křestní jméno Remus odkazuje na jednoho z bájných bratrů, kteří byli odchováni vlčicí a založili italské město Řím. Příjmení Lupin znamená ve většině evropských jazyků (románské, germánské) divoký, vlčí nebo také rostlinu vlčí bob.

## Životopis

### Původ
Lupin se narodil Hope (mudla) a Lyall (kouzelník) Lupin, je tedy dvojí krve. Jeho otec pracoval na Ministerstvu kouzel. Tam se setkal s Fenrirem Šedohřbetem, který byl obviněn z vraždy dvou dětí, ale předstíral, že je mudla. Lyall Lupin byl jediný, kdo přišel na to, že Šedohřbet je vlkodlak, ten byl ale soudem propuštěn. Později prohlásil, že Šedohřbet by měl být popraven. Za to se mu Šedohřbet pomstil nakažením syna. Když bylo Remusovi ani ne pět let, proplížil se do jeho pokoje a pokousal ho. Rodiče se ho pokoušeli mnohokrát vyléčit, ale bezúspěšně. Vzdělání mu bylo umožněno díky řediteli Albusi Brumbálovi, který přistoupil na speciální podmínky (vlkodlak se při úplňku mění z člověka na vlkodlaka, který se neovládá a zabil by i svou rodinu či přátele).

### Studium (1971–1978)
Stejně jako většina britských kouzelníků studoval v Bradavicích.
Na svoje přeměny byl umisťován do Chroptící chýše, aby nemohl zaútočit na studenty či učitele Bradavic. Ta byla postavena pro tyto účely a přezdívána obyvateli Prasinek chroptící kvůli skřekům duchů (to byl ale ve skutečnosti Remus Lupin ve formě vlkodlaka).
Brzy se skamarádil se třemi kluky, Siriusem Blackem, Jamesem Potterem a Peterem Pettigrewem. S těmi tvořil partu známou jako Pobertové, která se často dostávala do průšvihů a také vytvořila Pobertův plánek, speciální mapu, která ukazovala všechny budovy, chodby, studenty a učitele Bradavic. Před všemi včetně svých přátel skrýval, že je vlkodlak. Jeho přátelé ale na nemoc brzy přišli a stali se zvěromágy. Zvěromág je člověk, který se může dobrovolně přeměnit ve zvíře. Tímto způsobem mohla být skupina spolu i během úplňků. Brzy ale pojal podezření zmijozelský student Severus Snape a také zjistil příčinu, proč Lupin každý měsíc mizel. Snape byl často šikanován Jamesem a Siriusem. V pozdějších letech se Lupin stal prefektem (student se zvláštními pravomocemi a povinnostmi, jako například hlídaní studentů).

### První Kouzelnická Válka (1978–1981)
Po ukončení studia se přidal do Fénixova řádu spolu se svými přáteli a také Lily Evansovou, pozdější matkou Harryho Pottera. Byl ale podezříván (mohl být špionem Lorda Voldemorta). Nestal se součástí plánu na ochranu rodiny Potterů. Později byl James zabit a Sirius zavřen do Azkabanu za vraždu Petera (ve třetí knize HP se ale zjistí, že byl obviněn neprávem a Peter žije). Lupin tak přišel o všechny své přátele za velmi krátkou dobu.

### Mezi válkami (1981–1994)
Po prvním pádu nadvlády Lorda Voldemorta byl Fénixův řád rozpuštěn a členové se vrátili do svých rodin, prací atd., Lupin ale již neměl nikoho. Byl nucen hledat práce daleko pod jeho úroveň (vlkodlaci nebyli respektováni a Lupin musel podat výpověď pokaždé, když se o jeho nemoci dozvěděli ostatní zaměstnanci). Ačkoli se dozvěděl o Vlkodlačím lektvaru, který příznaky potlačuje (ale ne úplně), nemohl si jej finančně dovolit a jeho příprava byla velmi obtížná.
V roce 1993, kdy už žil v naprosté chudobě, mu ředitel Bradavic Albus Brumbál nabídl pozici profesora obrany proti černé magii a také možnost využívat Vlkodlačí lektvar (který mu připravoval profesor Snape), Lupin proto nabídku přijal.
Lupin dorazil do Bradavic Spěšným vlakem, což bylo zvláštní, protože vlak je obvykle rezervován studentům, čarodějnici a průvodčímu vlaku (jediný další učitel, který se v něm kdy objevil, byl Horacio Křiklan). Právě zde se poprvé po mnoha letech setkal s Harrym Potterem. Lupin nejdříve hluboce spal a nevšiml si příchodu Harryho, Rona a Hermiony, ale po Harryho pokusu ho probudit, aby si koupil nějaké jídlo, se rychle probudil, aby se vypořádal s mozkomorem, který procházel vlak s cílem najít uprchlého vězně Siriuse Blacka a zaútočit na Harryho. Potom dal všem kousek čokolády, která pomáhá proti účinkům mozkomorů. Přestože se Lupinovi nedostalo příliš mnoho potlesku většiny studentů během jeho představení kvůli jeho poněkud ošuntělému vzhledu, Harry a jeho přátelé byli díky seznámení ve vlaku výjimkou.
Učitelé byli o Lupinově nemoci poučeni, před studenty byla ale utajována. Ukázal se jako zkušený učitel, dokázal udržet zájem studentů o svůj předmět a na rozdíl od svých předchůdců (Quirinus Quirrell a Zlatoslav Lockhart) je dokázal něco naučit. Během jeho hodin si Harry uvědomil, že jeho "největší strach je strach sám", když jeho bubák (to, čeho se daný člověk nejvíce bojí) na sebe vzal podobu mozkomora. Lupin byl nucen zakročit a přeměnit mozkomora na svého bubáka, úplněk, což napovědělo Hermioně, že je vlkodlak. Poté dal Lupin Harrymu soukromou lekci jak vytvořit Patrona (pozitivní síla, která odrazí mozkomora), když se ukázalo, že je pro ně obzvlášť zranitelný, protože podle Lupina zažil Harry v minulosti "opravdové hrůzy" (jako například smrt rodičů), které jsou pro mozkomory lákavé.
Zmijozelští studenti, povzbuzovaní Dracem Malfoyem, se smáli jeho ošumělým šatům a špatnému vzhledu, on ale zdánlivě ignoroval jejich posměšky. Většina studentů ale Lupina obdivovala a měla ráda za jeho přístup, schopnost naučit apod. Harry a jeho přátelé ho považovali za jediného slušného učitele obrany proti černé magii.
Jednou byl Lupin předvolán do Snapeova kabinetu, aby zjistil, zda kus pergamenu, který Snape zabavil Harrymu, byl ovlivněn černou magií. Lupin okamžitě rozpoznal Pobertův plánek, ale pokusil se předstírat, že je to neškodný srandovní předmět zakoupený v Prasinkách. Ve stejnou chvíli se Ron vzpamatoval, aby podpořil toto tvrzení. Po odchodu z kabinetu s Harrym a Ronem mapu zkonfiskoval a Harryho pokáral, že ji neodevzdal, protože v rukou Siriuse Blacka by mohla být vodítkem k Harrymu. Z mapy se později dozvěděl, že jeho dávný přítel, Peter Pettigrew, žije (prý byl zabit Blackem a ten za to strávil 12 let ve věznici Azkaban) a pobývá v Bradavicích ve formě Ronovy krysy Prašivky.
Lupin se setkal v Chroptící chýši se svým starým přítelem Siriusem a oba se rozhodli zabít Pettigrewa, protože zradil rodinu Harryho. Harry je ovšem zastavil, protože věřil, že by bylo lepší předat Pettigrewa Ministerstvu kouzel, aby dokázal Siriusovu nevinu a také si nemyslel, že by jeho otec chtěl, aby se Lupin a Sirius stali vrahy.
Tu noc byl ale úplněk, a proto se Lupin se změnil ve vlkodlaka. Sirius byl přinucen se přeměnit v psa (je zvěromágem), aby ochránil Harryho, Hermionu a Rona před Lupinem. V chaosu Pettigrew unikl a později se vrátil ke svému pánovi. Lupin později v Zapovězeném lese na Harryho a Hermionu zaútočil, ale zastavil ho Hagridův hipogryf Klofan. Po pokusu o útok na Harryho a Hermionu strávil Lupin zbytek noci hluboko v lese.
Když nebezpečí pominulo, odstoupil z pozice, protože se rodiče studentů dozvěděli, že je vlkodlak. Jeho náhlá rezignace velmi mrzela většinu studentů i zaměstnanců Bradavic. Harry ho prosil, aby zůstal, a prohlásil, že je to nejlepší učitel obrany proti černé magii, kterého kdy měli. Lupin jen potřásl hlavou, podal mu Pobertův plánek a vrátil i Neviditelný plášť, který zůstal v Chroptící chýši, a řekl, že mu bylo potěšením ho učit a že je si naprosto jistý, že se brzy setkají znovu.

### Druhá Kouzelnická Válka (1995–1998)
Když se Lord Voldemort vrátil, přidal se Lupin opět k Fénixovu řádu. Byl členem skupiny, která doprovázela Harryho Pottera ze Zobí ulice č. 4 (dům rodiny Dursleyových) na Grimmauldovo náměstí 12 (dům Siriuse Blacka). Lupin žil nějaký čas v domě Siriuse, ale nepobýval tam příliš často, protože byl obvykle na misích Řádu.

#### Bitva v oddělení záhad
Remus se v roce 1996 účastnil Bitvy v oddělení záhad a porazil několik Smrtijedů včetně jejich vůdce Luciuse Malfoye. Byl jedním z jediných tří bojovníků, kteří přežili bitvu bez úhony, zbylými jsou Albus Brumbál a Harry Potter, což dokazuje Lupinovy výjimečné schopnosti v soubojích. Během této bitvy byl Lupin svědkem a byl zničen smrtí svého posledního přeživšího kamaráda Siriuse, který byl zatlačen za závěs smrti kletbou Bellatrix Lestrangeové.
Lupinovi se stěží podařilo zabránit tomu, aby Harry skočil po Siriusovi, který už byl ztracen. Později začal Lupin pracovat jako špeh pro Řád, žijící mezi ostatními vlkodlaky a snažil se je přesvědčit, aby se připojili k Brumbálovi, to bylo ale těžké kvůli tomu, že mnozí byli vyděšeni a zastrašováni Fenrirem Šedohřbetem a Lupin prokazoval známky života mezi lidmi. Říká se, že se jen dobrovolně snažil držet pryč od Nymfadory Tonksové, protože se oba do sebe zamilovali, ale on nechtěl riskovat, že by jeho dítě mělo lykantropii (=bylo vlkodlak).

#### Bitva na Astronomické věži
V následujícím roce Lupin bojoval znovu statečně v bitvě na Astronomické věži, kde se těsně vyhnul smrtící kletbě Thorfinna Rowleho. Lupin byl zničen, když se doslechl o smrti Albuse Brumbála, kterého zabil Snape. Nicméně důsledky bitvy vedly k tomu, že přijal lásku Nymfadory Tonksové, která poukázala na to, že Fleur Delacour stále milovala Billa Weasleyho navzdory tomu, že byl napaden Šedohřbetem. Pár navštívil pohřeb bývalého ředitele společně a brzy se oženil na severu Skotska bez svých známých, pouze se svědky z místní hospody. Byli nuceni to udělat tajně z důvodu předsudků vůči vlkodlakům.

#### Bitva sedmi Potterů
V červenci 1997 se Lupin podílel na operaci Řádu, aby dostal Harryho z domova, než se k němu mohl dostat Voldemort. Plnil úlohu obránce George Weasleyho, který si vzal mnoholičný lektvar a stal se jedním z "sedmi Potterů". Skupina byla ale napadena Smrtijedy. George byl omylem zasažen Snapem, který se snažil trefit jednoho ze Smrtijedů, zatímco George a Lupin letěli. Lupin nebyl schopen se Snapeovi pomstít, protože musel Georgeovi držet koště (ten ztratil velké množství krve a skoro nemohl koště ovládat).
Nakonec dostal zraněného George zpět do Doupěte (domu Weasleyů), aby byl ošetřen. Později se ukázalo, že Snape poslal kouzlo v pokusu uříznout ruku Smrtijeda směřující k Lupinovi. Lupin byl velmi nervózní kvůli pozdnímu příchodu jeho ženy; Tonksová byla agresivně pronásledována její vražednou, krutou tetou Bellatrix Lestrangeovou. Když Řád truchlil nad smrtí Alastora Moodyho, diskutovali o své zradě. Harry vyjádřil názor, že jim všem důvěřuje svým životem. Lupin naléhal na opatrnost, protože Harryho otec byl zabit, když věřil nesprávnému příteli.
Lupin a Tonksová se zúčastnili svatby Billa Weasleyho a Fleur Delacour krátce poté a statečně ubránili Doupě, když bylo napadeno Smrtijedy.

#### Na útěku
Lupin trpěl silnými úzkostmi, když se dozvěděl, že jeho žena je těhotná, obzvláště se obával, že jeho dítě bude vlkodlak. Navštívil Harryho, Rona a Hermionu, zatímco se schovávali v Siriusově domě (ten ho odkázal Harrymu) a nabídl jim pomoc při hledání Voldemortových viteálů. Harry ho ale odsoudil a nazval zbabělým, když zvažoval, že opustí svou ženu během těhotenství. Lupin je poté, velmi rozrušen, opustil.
Harry a jeho přátelé slyšeli o Lupinovi v Potterově hodince (rozhlasový pořad) pod krycím jménem "Romulus". Lupin Harrymu vzkázal, že jsou stále dobrými přáteli, a vysvětlil, že Harry měl pravdu.
Lupin se nakonec vzpamatoval a znovu se dal s Tonksovou dohromady. Narodil se jim syn a toho pojmenovali Edward Remus "Teddy" Lupin, po Tonksově otci, který byl nedávno zavražděn. Harrymu odpustil a požádal ho, aby byl kmotrem Teddyho.

#### Bitva o Bradavice
Lupin byl jedním z mnoha členů Řádu, kteří odpověděli na výzvu Nevilla Longbottoma 1. května 1998. Harry, Hermiona a Ron se vrátili do Bradavic a lord Voldemort shromáždil armádu, aby zaútočil na školu. Lupin organizoval a vedl skupiny k boji s Smrtijedy na školních hřištích, spolu s Kingsleym Pastorkem a Arthurem Weasleym. Jeho žena původně souhlasila s tím, že se nezúčastní bitvy v Bradavicích a místo toho zůstane se synem, ale nakonec nevydržela, protože nemohla nechat svého manžela čelit takovému nebezpečí samotného. Nechala Teddyho se svojí matkou a vyrazila do Bradavic, kde byla informována, že Lupin byl naposledy viděn v souboji s Antoninem Dolohovem. Dolohov zavraždil Lupina, který už nebyl plně připraven kvůli měsícům ochranných kouzel, aby svou manželku a syna zachránil před možnými útoky. Byl zavražděn na hlavním nádvoří během první poloviny bitvy spolu s mnoha dalšími, včetně Tonksové, která byla zavražděna její tetou Bellatrix Lestrangeovou. Lupinovu smrt pomstil Filius Kratiknot, který porazil nebo možná I zavraždil Dolohova.

#### Post mortem
Během krátké pauzy v bitvě byla těla Lupina a Tonksové položena vedle sebe ve Velké síni. Příčina Lupinovy smrti nebyla odhalena, ale jeho tělo bylo popsáno jako mírumilovně vypadající, což naznačuje, že byl zasažen buď Smrtící kletbou nebo Dolohovovou vlastní kletbou. Je známo, že na vnějším těle obě nezanechávají žádné viditelné známky.
Jejich smrt měla symbolizovat hrůzostrašnost Voldemortových činů a jejich syn se stal dalším sirotkem, stejně jako před lety Harry Potter.

### Milostný život
V knížkách si má podle autorky Remus vzít Nymfadoru Tonksovou. Existuje však velká skupina lidí, kteří tento vztah nepodporují a na místo toho podporují vztah Remuse Lupina a Siriuse Blacka – wolfstar (Wolf–Remus, Star–Sirius). Spolu začali chodit již ve škole, i když byl Sirius vůči jeho pocitům nevšímavý – za což můžeme vděčit jeho homofobní rodině. Svojí první pusu měli na Remusovi šestnácté narozeniny i když okamžitě po té Sirius políbil Mary MacDonaldovou. To Remuse velmi ranilo a dlouho se snažil své pocity zatlačit. Nakonec se spolu dají dohromady po Remusově coming outu. Žili spolu v málem bytě v Londýně do osudné noci 31.10.1981 kdy byl Sirius poslán do Azkabanu. Po Siriusově návratu se dali znovu dohormady a byli spolu šťastně až do Siriusovi smrti. Tato skupina také zaujímá názor že Remus si Nymfadoru nikdy nevzal a Tedyho (jeho syn) adoptoval sám. V populární fanfikci All the young dudes se také objevuje Grant Chapman – mudla do s kterým Remus je v období kdy je Sirius v Azkabanu. Pokud vás tento vztah zajímá existuje mnoho fanfikcí. 

### Vzhled
| „                                 | Tenhle cizinec na sobě měl obzvlášť ošuntělý kouzelnický hábit, který byl dokonce na několika místech vyspravovaný. Vypadal nemocně a vyčerpaně. I když byl ještě poměrně mladý, světlehnědé vlasy měl protkané stříbrem. | “ |
| — Harry Potter a vězeň z Azkabanu | |   |

Vrásky na obličeji a šedivé vlasy byly výsledkem velkého stresu, které jeho tělo podstoupilo s každým úplňkem. Jeho oblečení je trvale ošuntělé a zaplátované kvůli jeho neschopnosti najít slušně placenou práci díky svému statusu vlkodlaka (a mít možnost si dovolit nové oblečení).
V roce 1993 měl tenký knír a od roku 1995 až do své smrti strniště. Protože se v podobě vlkodlaka často sebepoškozoval, zůstalo na něm nemálo jizev, obzvláště na obličeji. Byl vysoký 187cm.
V podobě vlkodlaka byl velkou šelmou se šedivou srstí a jediné rozdíly mezi jeho vzhledem a skutečným vlkem byly kratší čenich, lidské oči a chlupatější ocas.

### Osobnost
Lupin byl soucitný, inteligentní, tolerantní, vyrovnaný, mírumilovný, nezištný, odvážný, milý a dobrosrdečný. Navzdory tomu, že ve svém životě kvůli své lykantropii trpěl velkým množstvím předsudků a omezení, dokázal udržet schopnost vidět dobro téměř ve všem a byl nesmírně odpouštějící. Měl také vynikající smysl pro humor. Během studia se na rozdíl od svých přátel nikdy neúčastnil šikany. Proto by mohl být označen za nejvíce vyspělého a zodpovědného ze skupiny. V pátém ročníku se dokonce stal prefektem.
Byl neobvykle vnímavý a měl schopnost odhadnout myšlenky ostatních. Byl to nadaný učitel s velkým nadšením pro svůj předmět a hlubokým pochopením jeho žáků. Rád se věnoval obzvláště smolařům, jako byl například Neville Longbottom, který těžil z jeho moudrosti a povzbuzování. Jeho vnímavá povaha je spíše ironickou vlastností, vzhledem k tomu, že vlci jsou spíše intuitivní a nápadní soudci charakteru a komunikují především prostřednictvím řeči těla, dovednost, na kterou byl Lupin nadaný.
Patřil do nebelvírské koleje, proto byl také poměrně statečný. Nicméně trpěl hlubokými pocity hanby a strachu z odmítnutí, což ho v určitých situacích vedlo k myšlenkám o vycouvání. Jeho největší slabostí bylo to, že ve své zoufalé touze zapadnout a být milován nebyl tak statečný ani čestný, jako by měl někdy být. Kdysi tvrdil, že je zbabělec, protože nemohl řediteli říct, že James Potter, Sirius Black a Peter Pettigrew jsou zvěromágové, protože by to znamenalo, že zradil Brumbálovu důvěru, která pro něj znamenala všechno. Jeho láska k Jamesovi a Siriusovi také vedla k tomu, že se nepokoušel zastavit jejich šikanování ostatních studentů, obzvláště Severuse Snapea, čehož později litoval. Dalším příkladem tohoto bylo jeho pokušení připojit se k Harrymu, Ronu Weasleymu a Hermioně Grangerové na Brumbálovu misi a opustit svou ženu a nenarozeného syna, protože se bál, že se její rodina bude stydět za to, že je vlkodlakem. Nakonec však přišel k rozumu.
Lupin byl znechucen všemi věcmi, které mu připomínaly, že je vlkodlak. Je známo, že záměrně vytvářel ne-tělesného Patrona (jeho měl podobu vlka), obzvlášť když byl ve společnosti druhých, ze strachu, že by se prozradil. Ironií tohoto je to, že například jeho přání zapadnout patří a být milován velmi připomíná chování vlků. V mnoha ohledech reprezentuje nejlepší vlastnosti vlků, včetně své inteligence, přizpůsobivosti, výchovných instinktů a zuřivé touhy chránit své blízké.
Jeho bubák je úplný měsíc, který reflektuje jeho hrůzu z přeměny v blízkosti lidí. To také ukazuje jeho nenávist ke svému stavu.
Poté, co ztratil Jamese, Siriuse a Lily a veškerou naději na smíření se zmizelým Pettegrewem, měl Remus veškeré důvody, aby se podřídil depresi a zoufalství. Nicméně si zachoval svou schopnost vidět ve většině věcí to dobré a z toho čerpal sílu.